# Affaire des caisses noires du Parti libéral-démocrate
L'affaire de la caisse noire japonaise est une affaire politico-financière qui a eu lieu au Japon et qui a affecté le mandat du Premier ministre du Japon Fumio Kishida, à partir de novembre 2023, impliquant l'utilisation abusive de fonds de campagne électorale par des membres des factions conservatrices Seiwa Seisaku Kenkyūkai et Shisuikai du Parti libéral-démocrate japonais.
Le scandale a donné lieu à des discussions sur l'avenir du PLD et sa domination politique au Japon. Les 18 et 19 janvier 2024, les factions Seiwa Seisaku Kenkyūkai, Kōchikai et Shisuikai du Parti libéral-démocrate ont toutes annoncé leur intention de se dissoudre. Plusieurs législateurs du Parti libéral-démocrate ont été mis en examen, notamment les législateurs sortants Yasutada Ono et Yaichi Tanigawa, qui ont tous deux démissionné du parti à la suite de leurs inculpations.

## Genèse
Le scandale devient public après qu'il a été révélé que le Parti libéral-démocrate n'avait pas déclaré plus de 600 millions de yen en ce qui concernait ses fonds de campagne et les avaient stockés dans des caisses noires illégales.

## Affaire
Des députés de l'opposition interrogent Fumio Kishida et d'autres membres du PLD los d'une session parlementaire de la Diète nationale le 8 décembre 2023. Les allégations publiques faisaient état de ce que des dizaines de membres de la Diète, au sein du groupe Seiwakai, étaient soupçonnés d'avoir collecté au moins 100 millions de yens grâce à des collectes de fonds et de stocker l'argent dans des caisses noires, en violation de la loi japonaise sur le financement des campagnes électorales et les élections. Fumio Kishida déclare à la Diète que le scandale faisait l'objet d'une enquête publique et a ordonné au PLD d'arrêter la collecte de fonds.
Hirokazu Matsuno, secrétaire général du Cabinet est la première personne à être citée dans le scandale. Selon les allégations, il aurait détourné plus de 10 millions de yens d'événements de collecte de fonds vers une caisse noire pendant cinq ans. Matsuno a refusé de parler du scandale, soulignant qu'il faisait l'objet d'une enquête policière et a déclaré que le Seiwakai enquêtait sur ses comptes.
Le 13 décembre 2023, le scandale prenant une ampleur croissante, Kishida annonce la destitution de quatre ministres de son cabinet : Matsuno, le ministre de l'Économie, du Commerce et de l'Industrie Yasutoshi Nishimura, le ministre de l'Intérieur et des Communications Junji Suzuki, et le ministre de l'Agriculture, des Forêts et de la Pêche Ichiro Miyashita. Le vice-ministre de la Défense Hiroyuki Miyazawa (politician) (ja) a également été démis de ses fonctions. Toutes les personnes démises de leurs fonctions étaient membres du Seiwakai, tandis que le remplaçant de Matsuno, Yoshimasa Hayashi, était membre du Kōchikai.
Le même jour que la destitution des ministres de Seiwakai, le Parti démocratique constitutionnel du Japon dépose une motion de censure à l'égard du cabinet de Kishida, rejetée en raison de la domination du PLD dans les chambres de la Diète. Les parlementaires du PDCJ et du Parti communiste japonais ont critiqué la réponse du gouvernement au scandale, le chef du PDCJ Kenta Izumi affirmant que le PLD manquait de « capacité d'auto-nettoyage » et le chef du PCJ Kazuo Shii le qualifiant de « problème sérieux et sans fond ». Miyazawa a déclaré qu'après sa destitution, les dirigeants de la faction Seiwakai lui avaient dit « c'est normal de ne pas entrer » des pots-de-vin reçus entre 2020 et 2022, et ont donc supposé que cette pratique était légale.
Le scandale continue à prendre de l'ampleur à la fin du mois, lorsque l'Agence nationale de police effectue une descente dans les quartiers généraux de Seiwakai et Shisuikai. L'Agence nationale de police déclare a posteriori que cinq des six factions du PLD, dont le Kōchikai de Kishida, faisaient l'objet d'une enquête pour utilisation inappropriée des caisses noires. Kishida, qui n'était pas lié au scandale, quitte le Kōchikai lorsque les informations concernant leur implication dans le scandale deviennent publiques. Il promet en outre des réformes juridiques et des mesures anti-corruption, promettant d'agir comme une « boule de feu ».
Le 7 janvier 2024, les premières arrestations dans le cadre du scandale ont eu lieu. L'ancien vice-ministre de l'Éducation Yoshitaka Ikeda (ja) et son assistant Kazuhiro Kakinuma sont accusés d'avoir dissimulé 48 millions de yens reçus par le Seiwakai entre 2018 et 2022. La police a cité la possibilité de destruction de preuves comme motif de leur arrestation. Après que les informations sur les arrestations soient devenues publiques, Ikeda est expulsé du PLD.